# Shantaram
Shantaram es una serie creada para el servicio en streaming de Apple TV+, estrenada en 2019. Basada en la novela del mismo nombre del escritor Gregory David Roberts, la serie está producida por Eric Warren Singer, las productoras Anonymous Content y Paramount Television y dirigida por Justin Kurzel. La serie cuenta con un total de 10 episodios.

## Historia
Basada en el libro del mismo nombre de Gregory David Roberts; narra la historia de Lin, un hombre que huye de una cárcel australiana buscando perderse en las calle de Bombay. Aislado de todo lo conocido, de la familia y de los amigos, por la distancia y el destino, crea una nueva vida en los barrios, bares y la pobreza de la India.

## Reparto
- Charlie Hunnam como Lin
- Radhika Apte
- Richard Roxburgh